# انصفني
قرية انصفني بلدية في ولاية الحوض الغربي في موريتانيا. تقع على بعد ثلاثين كلم شمال غربي مدينة العيون عاصمة ولاية الحوض الغربي. البلدية ذات كثافة سكانية عالية ما بين جميع القرى المُشكِّلة للحوزة الترابية للمنطقة. تعتمد البلدية على الزراعة والري.